# مغامرة بناء نوروود
مغامرة بنَّاء نوروود (بالإنجليزية: The Adventure of the Norwood Builder)‏ واحدة من 56 قصة قصيرة من قصص شيرلوك هولمز التي قام بكتابتها السير آرثر كونان دويل. وتعد واحدة من 13 قصة قصيرة من سلسلة عودة شيرلوك هولمز، نشرت بشكل منفرد في عام 1903.

## الترجمة العربية
مغامرة بنَّاء نوروود، مؤسسة هنداوي، ترجمة إسلام سميح الردان ومراجعة نرية محمد صبري.